# Tour der walisischen Rugby-Union-Nationalmannschaft nach Afrika 1993
| Tour der Waliser nach Namibia und Simbabwe 1993 | Tour der Waliser nach Namibia und Simbabwe 1993 | Tour der Waliser nach Namibia und Simbabwe 1993 | Tour der Waliser nach Namibia und Simbabwe 1993 | Tour der Waliser nach Namibia und Simbabwe 1993 |
| Übersicht                                       | S                                               | G                                               | U                                               | N                                               |
| ----------------------------------------------- | ----------------------------------------------- | ----------------------------------------------- | ----------------------------------------------- | ----------------------------------------------- |
| Test Matches                                    | 3                                               | 3                                               | 0                                               | 0                                               |
| Sonstige Spiele                                 | 3                                               | 3                                               | 0                                               | 0                                               |
| Gesamt                                          | 6                                               | 6                                               | 0                                               | 0                                               |
|                                                 |                                                 |                                                 |                                                 |                                                 |
| Namibia                                         | 2                                               | 2                                               | 0                                               | 0                                               |
| Simbabwe                                        | 1                                               | 1                                               | 0                                               | 0                                               |

Die Tour der walisischen Rugby-Union-Nationalmannschaft nach Namibia und Simbabwe 1993 umfasste eine Reihe von Freundschaftsspielen der walisischen Rugby-Union-Nationalmannschaft. Sie reiste im Mai und Juni 1993 durch Namibia und Simbabwe, wobei sie während dieser Zeit sechs Spiele bestritt. Darunter waren zwei Test Matches gegen die namibische Nationalmannschaft und ein weiteres Test Match gegen die simbabwische Nationalmannschaft. Hinzu kamen drei zusätzliche Partien gegen Auswahlteams. In sämtlichen Partien gingen die Waliser als Sieger vom Platz. Diese Tour war eher experimenteller Natur, da mehrere Stammspieler an der gleichzeitig stattfindenden Neuseeland-Tour der British Lions teilnahmen.

## Spielplan
- Hintergrundfarbe grün = Sieg

(Test Matches sind grau unterlegt; Ergebnisse aus der Sicht von Wales)
| # | Datum         | Gegner                   | Ort      | Stadion            | Ergebnis |
| - | ------------- | ------------------------ | -------- | ------------------ | -------- |
| 1 | 22. Mai 1993  | Simbabwe                 | Bulawayo | Hartsfield         | 35:14    |
| 2 | 25. Mai 1993  | Simbabwe A               | Harare   | Police Grounds     | 64:13    |
| 3 | 29. Mai 1993  | Simbabwe                 | Harare   | Police Grounds     | 42:13    |
| 4 | 02. Juni 1993 | Namibia A                | Windhoek | South West Stadium | 47:10    |
| 5 | 05. Juni 1993 | Namibia                  | Windhoek | South West Stadium | 38:23    |
| 6 | 09. Juni 1993 | South African Barbarians | Windhoek | South West Stadium | 56:17    |

## Test Match
| 22. Mai 1993 | Simbabwe                                  | 14 : 35        | Wales | Hartsfield, Bulawayo Schiedsrichter: Ian Rogers (Südafrika) |
| 22. Mai 1993 | Versuche: Olonga Straftritte: Walters (3) | (3:23) Bericht | Versuche: P. Davies Hill Moon Proctor Erhöhungen: Jenkins (3) Straftritte: Jenkins (2) Dropgoals: A. Davies | Hartsfield, Bulawayo Schiedsrichter: Ian Rogers (Südafrika) |

Aufstellungen:
- Simbabwe: Brian Beattie, Craig Brown, Brendon Dawson, Sean Day, Rob Demblon, Enrico Fargnoli, Adrian Garvey, Shaun Landman, Mark Letcher, David Nash, Ian Noble, Victor Olonga, Gary Snyder, Tendayi Tabvuma, Dave Walters
- Wales: Roger Bidgood, Adrian Davies, Phil Davies, Mike Griffiths, Simon Hill, Neil Jenkins, Lyn Jones, Andrew Lamerton, Emyr Lewis, Gareth Llewellyn , Rupert Moon, Mark Perego, Wayne Proctor, Mike Rayer, Hugh Williams-Jones 
 Auswechselspieler: Neil Boobyer, Stuart Davies

| 29. Mai 1993 | Simbabwe                                                  | 13 : 42        | Wales | Police Grounds, Harara Schiedsrichter: Ian Anderson (Südafrika) |
| 29. Mai 1993 | Versuche: Olonga Erhöhungen: Noble (2) Straftritte: Noble | (6:16) Bericht | Versuche: Bidgood J. Davies Davies Jenkins Llewellyn (2) Erhöhungen: Jenkins (3) Straftritte: Jenkins (2) | Police Grounds, Harara Schiedsrichter: Ian Anderson (Südafrika) |

Aufstellungen:
- Simbabwe: Brian Beattie, Craig Brown, Brendon Dawson, Rob Demblon, Adrian Garvey, David Kirkman, Shaun Landman, Mark Letcher, Ewan MacMillan, Ian Noble, Victor Olonga, William Schultz, Gary Snyder, Tendayi Tabvuma, Dave Walters  
 Auswechselspieler: Bedford Chimbima, Bright Chivandire
- Wales: Paul Arnold, Roger Bidgood, Neil Boobyer, Mike Griffiths, Adrian Davies, John Davies, Stuart Davies, Simon Hill, Neil Jenkins, Lyn Jones, Andrew Lamerton, Emyr Lewis, Gareth Llewellyn , Rupert Moon, Wayne Proctor

| 5. Juni 1993 | Namibia                                                                  | 23 : 38         | Wales                                                                                  | South West Stadium, Windhoek Schiedsrichter: Ken McCartney (Schottland) |
| 5. Juni 1993 | Versuche: Coetzee Kotzé Erhöhungen: Coetzee (2) Straftritte: Coetzee (3) | (17:14) Bericht | Versuche: Hill Lewis (2) Moon Proctor Erhöhungen: Jenkins (2) Straftritte: Jenkins (3) | South West Stadium, Windhoek Schiedsrichter: Ken McCartney (Schottland) |

Aufstellungen:
- Namibia: Barries Barnard, Migiel Booysen, Henry Brink, Basie Buitendag, Jaco Coetzee, Cassie Derks, Cornelius Goosen, Dirk Kotzé, Bernard Malgas, Gerhard Mans , Michael Marais, Eden Meyer, Stephan Smith, Henning Snyman, Abraham van Wyk 
 Auswechselspieler: Glen Rich
- Wales: Roger Bidgood, Neil Boobyer, Phil Davies, Stuart Davies, Mike Griffiths, Simon Hill, Neil Jenkins, Lyn Jones, Andrew Lamerton, Emyr Lewis, Gareth Llewellyn , Rupert Moon, Wayne Proctor, Mike Rayer, Hugh Williams-Jones 
 Auswechselspieler: Mark Perego